# The Vampire Lovers
The Vampire Lovers este un film de groază din 1970 regizat de Roy Ward Baker. În rolurile principale joaca actorii Ingrid Pitt, Peter Cushing si George Cole într-o poveste despre descoperirea unui om al peșterilor. Este bazat pe nuvela lui J. Sheridan Le Fanu Carmilla și este parte a așa zisei trilogii de filme Karnstein, alături de Lust for a Vampire (1971) și Twins of Evil (1972). Filmele prezintă explicit tema lesbian vampiric.

## Distributie
- Peter Cushing
- Ingrid Pitt
- George Cole
- Dawn Addams
- Pippa Steel
- Madeline Smith
- Kate O'Mara